# Sankoré (Niger)
Sankoré (auch: Sankomi, Sankomy) ist ein Dorf in der Landgemeinde Korgom in Niger.

## Geographie
Das von einem traditionellen Ortsvorsteher (chef traditionnel) geleitete Dorf befindet sich rund 14 Kilometer südöstlich des Hauptorts Korgom der gleichnamigen Landgemeinde, die zum Departement Tessaoua in der Region Maradi gehört. Zu den Siedlungen in der näheren Umgebung von Sankoré zählen Hawandawaki im Nordwesten, Edaaoua im Osten und Dodori im Südwesten.
Sankoré ist Teil der Übergangszone zwischen Sahel und Sudan. Die durchschnittliche jährliche Niederschlagsmenge beträgt hier zwischen 400 und 500 mm.

## Geschichte
Das Dorf wurde in der zweiten Hälfte des 19. Jahrhunderts gegründet.

## Bevölkerung
Bei der Volkszählung 2012 hatte Sankoré 715 Einwohner, die in 101 Haushalten lebten. Bei der Volkszählung 2001 betrug die Einwohnerzahl 598 in 83 Haushalten und bei der Volkszählung 1988 belief sich die Einwohnerzahl auf 687 in 106 Haushalten.
Die Bevölkerungsdichte in diesem Gebiet ist für nigrische Verhältnisse hoch.

## Wirtschaft und Infrastruktur
Im Dorf wird ein Wochenmarkt abgehalten. Der Markttag ist Dienstag. Der Markt wurde nach 1960, dem Jahr der staatlichen Unabhängigkeit Nigers, etabliert. Das Gebiet der Ebenen im südlichen Teil der Region Maradi, in dem Sankoré liegt, ist von einer anhaltenden Degradation der ackerbaulichen Flächen gekennzeichnet, die mit der hohen Bevölkerungsdichte in Zusammenhang steht. Es gibt eine Schule im Ort.